# 2749 Walterhorn
2749 Walterhorn (1937 TD) là một tiểu hành tinh vành đai chính được phát hiện ngày 11 tháng 10 năm 1937 bởi K. Reinmuth ở Heidelberg.